# Polnische Märtyrer des deutschen Besatzungsregimes 1939–1945

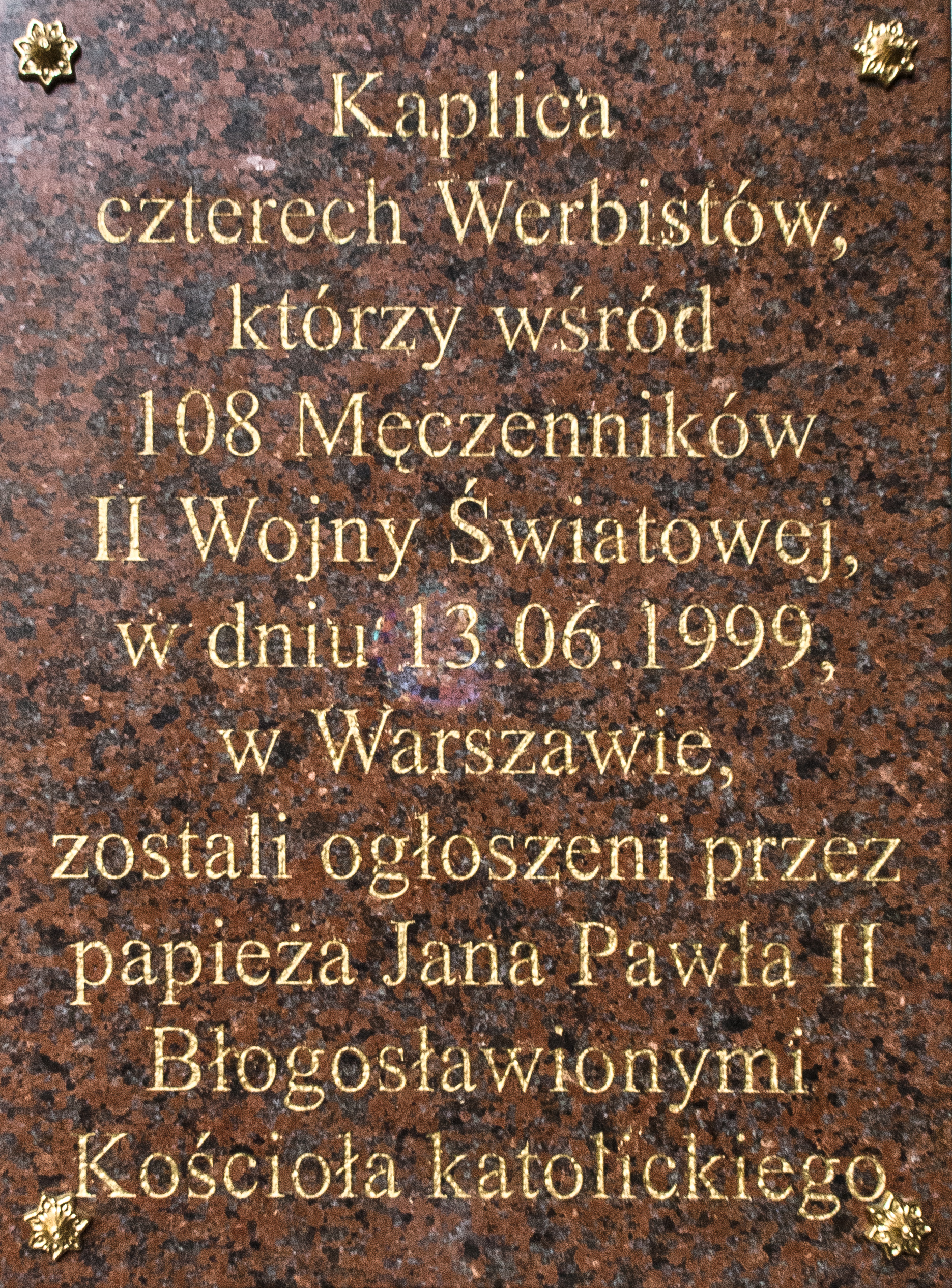
Gedenktafel in Pieniężno, Kapelle der vier Steyler Missionare unter den 108 seliggesprochenen Märtyrern

Die polnischen Märtyrer des deutschen Besatzungsregimes 1939–1945 sind 108 polnische Katholiken, die während der deutschen Besetzung Polens im Zweiten Weltkrieg durch das nationalsozialistische Regime umgebracht und am 13. Juni 1999 von Papst Johannes Paul II. in Warschau seliggesprochen wurden. Ihr Gedenktag ist der 12. Juni.

## Namensliste

### Bischöfe
- Antoni Julian Nowowiejski, Erzbischof von Płock (1858–1941 Arbeitserziehungslager Działdowo)
- Leon Wetmański, Weihbischof in Płock (1886–1941 Arbeitserziehungslager Działdowo)
- Władysław Goral, Weihbischof in Lublin (1898–1945 KZ Sachsenhausen)

### Priester
- Adalbert (Wojciech) Nierychlewski CSMA (1903–1942 KZ Auschwitz)
- Adam Bargielski, Priester aus Myszyniec (1903–1942 KZ Dachau)
- Aleksy Sobaszek (1895–1942 KZ Dachau)
- Alfons Maria Mazurek OCD, Karmelitenprior (1891–1944, erschossen durch die SS)
- Alojzy Liguda SVD (1898–1942 KZ Dachau)
- Anastazy Jakub Pankiewicz OFM (1882–1942 KZ Dachau)
- Anicet Kopliński OFMCap, Kapuziner aus Warschau (1875–1941 KZ Auschwitz)
- Antoni Beszta–Borowski, Dechant von Bielsk Podlaski (1880–1943, erschossen bei Bielsk Podlaski)
- Antoni Leszczewicz MIC (1890–1943, verbrannt in Rosica, Weißrussland)
- Antoni Rewera, Domdechant in Sandomierz (1869–1942 KZ Dachau)
- Antoni Świadek, Priester aus Bromberg (1909–1945 KZ Dachau)
- Antoni Zawistowski (1882–1942 KZ Dachau)
- Bolesław Strzelecki (1896–1941 KZ Auschwitz)
- Bronisław Komorowski (1889–1940 KZ Stutthof)
- Dominik Jędrzejewski (1886–1942 KZ Dachau)
- Edward Detkens (1885–1942 KZ Dachau)
- Edward Grzymała (1906–1942 KZ Dachau)
- Emil Szramek (1887–1942 KZ Dachau)
- Fidelis Chojnacki OFMCap (1906–1942, KZ Dachau)
- Florian Stępniak OFMCap (1912–1942 KZ Dachau)
- Franciszek Dachtera (1910–1942 KZ Dachau)
- Franciszek Drzewiecki FDP, Orionist aus Zduny (1908–1942 KZ Dachau)
- Franciszek Rogaczewski, Priester aus Danzig (1892–1940, erschossen in Stutthof)
- Franciszek Rosłaniec (1889–1942 KZ Dachau)
- Henryk Hlebowicz (1904–1941, erschossen in Borisov, Weißrussland)
- Henryk Kaczorowski, Priester aus Włocławek (1888–1942)
- Henryk Krzysztofik OFMCap (1908–1942 KZ Dachau)
- Hilary Paweł Januszewski OCarm (1907–1945 KZ Dachau)
- Jan Antonin Bajewski OFMConv, Minorit aus Niepokolanow (1915–1941 KZ Auschwitz)
- Jan Franciszek Czartoryski OP (1897–1944)
- Jan Nepomucen Chrzan (1885–1942 KZ Dachau)
- Jerzy Kaszyra MIC (1910–1943, verbrannt in Rosica, Weißrussland)
- Józef Achilles Puchała OFM (1911–1943, ermordet bei Iwieniec, Weißrussland)
- Józef Cebula OMI (1902–1941 KZ Mauthausen)
- Józef Czempiel (1883–1942 KZ Dachau)
- Józef Innocenty Guz OFM (1890–1940 KZ Sachsenhausen)
- Józef Jankowski SAC (1910–1941 KZ Auschwitz)
- Józef Kowalski SDB (1911–1942 KZ Auschwitz)
- Józef Kurzawa (1910–1940)
- Józef Kut (1905–1942 KZ Dachau)
- Józef Pawłowski (1890–1942 KZ Dachau)
- Józef Stanek SAC (1916–1944, ermordet in Warschau)
- Józef Straszewski (1885–1942 KZ Dachau)
- Karol Herman Stępień OFM (1910–1943, ermordet bei Iwieniec, Weißrussland)
- Kazimierz Gostyński (1884–1942 KZ Dachau)
- Kazimierz Grelewski (1907–1942 KZ Dachau)
- Kazimierz Sykulski (1882–1942 KZ Auschwitz)
- Krystyn Gondek OFM (1909–1942 KZ Dachau)
- Leon Nowakowski (1913–1939)
- Ludwik Mzyk SVD (1905–1940)
- Ludwik Pius Bartosik OFM (1909–1941 KZ Auschwitz)
- Ludwik Roch Gietyngier, Priester aus Częstochowa (1904–1941 KZ Dachau)
- Maksymilian Binkiewicz (1913–1942 KZ Dachau)
- Marian Górecki (1903–1940 KZ Stutthof)
- Marian Konopiński (1907–1943 KZ Dachau)
- Marian Skrzypczak (1909–1939 erschossen in Płonkowo)
- Michał Oziębłowski (1900–1942 KZ Dachau)
- Michał Piaszczyński (1885–1940 KZ Sachsenhausen)
- Michał Woźniak (1875–1942 KZ Dachau)
- Mieczysław Bohatkiewicz (1904–1942, erschossen in Berezwecz)
- Narcyz Putz (1877–1942 KZ Dachau)
- Narcyz Turchan OFM (1879–1942 KZ Dachau)
- Piotr Edward Dankowski (1908–1942 KZ Auschwitz)
- Roman Archutowski (1882–1943 KZ Majdanek)
- Roman Sitko (1880–1942 KZ Auschwitz)
- Stanisław Kubista SVD (1898–1940 KZ Sachsenhausen)
- Stanisław Kubski (1876–1942, Häftling im KZ Dachau, ermordet in Hartheim bei Linz)
- Stanisław Mysakowski (1896–1942 KZ Dachau)
- Stanisław Pyrtek (1913–1942, erschossen in Berezwecz)
- Stefan Grelewski (1899–1941 KZ Dachau)
- Wincenty Matuszewski (1869–1940)
- Władysław Błądziński CSMA (1908–1944 KZ Groß-Rosen)
- Władysław Demski (1884–1940 KZ Sachsenhausen)
- Władysław Maćkowiak (1910–1942 erschossen in Berezwecz)
- Władysław Mączkowski (1911–1942 KZ Dachau)
- Władysław Miegoń (1892–1942 KZ Dachau)
- Włodzimierz Laskowski (1886–1940 KZ Gusen)
- Zygmunt Pisarski (1902–1943)
- Zygmunt Sajna (1897–1940, erschossen in Palmiry bei Warschau)

### Sonstige Kleriker
- Bronisław Kostkowski, Priesteramtskandidat mit Niederen Weihen aus Stolp (1915–1942 KZ Dachau)
- Tadeusz Dulny, Priesterseminarist (1914–1942 KZ Dachau)

### Ordensbrüder
- Brunon Zembol OFM (1905–1942 KZ Dachau)
- Grzegorz Frąckowiak SVD (1911–1943, gestorben unter dem Fallbeil in Dresden)
- Józef Zapłata CFCI, Bischofssekretär, ehemaliger Novizenmeister und Oberer der Posener Kongregation der Brüder vom Herzen Jesu (1904–1945 KZ Dachau)
- Marcin Oprządek OFM (1884–1942 KZ Dachau)
- Piotr Bonifacy Żukowski OFMConv (1913–1942 KZ Auschwitz)
- Stanisław Tymoteusz Trojanowski OFMConv (1908–1942 KZ Auschwitz)
- Symforian Ducki OFMCap (1888–1942 KZ Auschwitz)

### Ordensfrauen
- Alicja Jadwiga Kotowska CR (1899–1939, ermordet in Piaśnica)
- Julia Rodzińska OP (1899–1945 KZ Stutthof)
- Katarzyna Celestyna Faron AM (1913–1944 KZ Auschwitz)
- Maria Antonina Kratochwil SSND (1881–1942)
- Maria Ewa Noiszewska CSIC (1885–1942, hingerichtet in Góra Pietrelewicka bei Slonim, Weißrussland)
- Maria Klemensa Staszewska OSU (1890–1943 KZ Auschwitz)
- Maria Marta Wołowska CSIC (1879–1942, hingerichtet in Góra Pietrelewicka bei Slonim, Weißrussland)
- Mieczysława Kowalska OSCCap (1902–1941 KZ Dzialdowo)

### Laien
- Czesław Jóźwiak (1919–1942, gestorben unter dem Fallbeil in Dresden)
- Edward Kaźmierski (1919–1942, gestorben unter dem Fallbeil in Dresden)
- Edward Klinik (1919–1942, gestorben unter dem Fallbeil in Dresden)
- Franciszek Kęsy (1920–1942, gestorben unter dem Fallbeil in Dresden)
- Franciszek Stryjas, Familienvater (1882–1944 Gefängnis in Kalisz)
- Jarogniew Wojciechowski (1922–1942, gestorben unter dem Fallbeil in Dresden)
- Marianna Biernacka, Bäuerin (1888–1943 bei Grodno, ließ sich anstelle ihrer schwangeren Schwiegertochter erschießen)
- Natalia Tułasiewicz, Lehrerin (1906–1945 KZ Ravensbrück)
- Stanisław Starowieyski, Familienvater (1895–1941 KZ Dachau)